# Brian Robertson
Brian Robertson, detto Robbo (Clarkston, 12 febbraio 1956), è un chitarrista britannico che ha militato in band hard rock / heavy metal come Thin Lizzy e Motörhead.

## Biografia
Robertson è nato il 12 febbraio 1956 a Clarkston, nel Renfrewshire Orientale. Per otto anni ha studiato il violino e il pianoforte, successivamente invece la chitarra e la batteria.
Ha cominciato la sua carriera già dalla giovinezza, suonando in gruppi locali come i Dream Police, successivamente chiamati Average White Band.
Nel giugno 1974 il gruppo rock Thin Lizzy svolse delle audizioni per cercare un nuovo chitarrista, e alla fine la scelta cadde proprio su Robertson, ma anche su Scott Gorham. Grazie a questi due, i Thin Lizzy diventarono uno dei gruppi con più grande impulso chitarristico nella storia del rock. Durante questo periodo infatti, la band scalò le classifiche di tutto il mondo grazie ad album come Jailbreak, Johnny the Fox, Bad Reputation e il brillante Live and Dangerous.
Il suono dei due chitarristi, ha ispirato anche futuri artisti importanti come Iron Maiden, Metallica e The Darkness.
Successivamente, Robbo abbandonò i Thin Lizzy per formare con Jimmy Bain (ex bassista dei Rainbow) il gruppo Wild Horses. I loro unici due album, First Album (1980)  e Stand Your Ground (1981) ebbero un discreto successo in Regno Unito.
Nel 1983 invece entrò a far parte del complesso heavy metal Motörhead, per sostituire il dimissionario chitarrista Eddie Clarke, che aveva lasciato la band durante il tour loro statunitense.
Robertson apparve con essi il 21 maggio 1982 per esordire più tardi in un programma radiofonico della King Biscuit Flower Hour. In seguito i Motörhead registrarono il tanto discusso album Another Perfect Day; alla fine del quale Robbo abbandonò la band per motivazioni personali (si dice che sia stato allontanato dal gruppo perché in concerto non voleva suonare le vecchie canzoni, cioè quelle classiche). Il suo posto fu preso da Phil Campbell e Würzel.
Comunque, nel 1983 c'è da segnalare anche la sua quasi morte, ad opera del gruppo motociclistico statunitense Hells Angels.
Sempre nello stesso anno tornò per una sera con i Thin Lizzy per il loro ultimo tour.
Durante il successivo periodo, ha formato i Statetrooper.
Nel 2004 suonò la chitarra con gli Ash per la canzone dei Thin Lizzy "The Boys Are Back in Town".
L'anno successivo, Brian, insieme ad altri ex-musicisti dei Thin Lizzy è stato riunito nella band per un concerto speciale alla memoria del grande Phil Lynott, sotto la guida del leader Gary Moore.
Le più grandi influenze di Robbo sono stati il leggendario chitarrista blues americano Freddie King; i britannici Jeff Beck, Eric Clapton e Peter Green e anche Billy Gibbons degli ZZ Top, come ha detto in alcune interviste.

## Discografia
Thin Lizzy
- 1974 - Nightlife
- 1975 - Fighting
- 1976 - Jailbreak
- 1976 - Johnny the Fox
- 1977 - Bad Reputation
- 1978 - Live and Dangerous

Wild Horses
- 1980 - First Album
- 1981 - Stand Your Ground

Motörhead
- 1983 - Another Perfect Day
  - I Got Mine (singolo)
  - Shine (singolo)